# Malacopteron albogulare
Malacopteron albogulare là một loài chim trong họ Pellorneidae.